# Susana Martínez-Conde
Susana Martínez-Conde (La Coruña, 1 de octubre de 1969) es una neurocientífica y escritora española.

## Carrera
Martínez se ha desempeñado como docente de oftalmología, neurología, fisiología y farmacología en la Universidad Estatal de Nueva York y en el Centro Médico Downstate, donde dirige el Laboratorio de Neurociencia Integrativa. Anteriormente dirigió laboratorios en el Instituto Neurológico Barrow y en el University College de Londres. Es reconocida por sus estudios sobre ilusiones, movimientos oculares y percepción, trastornos neurológicos y desorientación de la atención en la magia escénica.
Gran parte de la investigación de Martínez-Conde se centra en cómo nuestros cerebros crean ilusiones perceptivas y cognitivas en la vida diaria. Ha estudiado la ilusión de las Serpientes Giratorias, la ilusión del Enigma de Isia Leviant.

## Libros
- Los engaños de la mente. Barcelona: Destino. 2012. p. 395. ISBN 978-84-233-4507-6. Consultado el 18 de julio de 2020.